# Камински, Джейк
Джейк Камински (англ. Jake Kaminski; 11 августа 1988, Буффало, штат Нью-Йорк, США) — американский стрелок из лука, серебряный призёр Олимпийских игр в Лондоне по стрельбе из лука в командном первенстве. Увлекается маунтинбайком.